# Libération
«Либерасьон» (фр. Libération, с фр. — «Освобождение») — самая молодая из трёх крупнейших национальных французских газет, выпускающаяся с 1973 года (первоначально при участии Жана-Поля Сартра). Принадлежит медиамагнату Патрику Драи.

## История
В 1941 году отставной моряк, крупная фигура французского движения Сопротивления Эмманюэль д`Астье основал издание под названием Liberation. Во время оккупации (до 1944 года) газета выходила тайно. Под руководством Эмманюэля д`Астье газета просуществовала до 1964 года. Вдова основателя решила передать управление журналисту Сержу Жюли. Но после прокатившихся по Франции студенческих бунтов в мае 1968 года выход газеты прекратился, и издание вновь вышло в свет в 1973 году. Как рассказывает сам Серж Жюли, восстановление газеты активно поддержал Жан-Поль Сартр, который смог сплотить вокруг проекта интеллектуалов, левых и представителей неформальных течений.
Первый выход газеты планировался на 5 февраля 1973 года, но по техническим причинам и из-за финансовых трудностей дата была перенесена. Вместо этого было выпущено несколько «нулевых» экземпляров, призванных создать ей известность авансом. Первый номер («0») вышел 22 февраля 1973 года, а номер «1» — 18 апреля того же года. В то время это были всего лишь листовки. Представляя различные течения и настроения, восходящие главным образом к событиям мая 1968 года и студенческих бунтов новых левых 60-х гг., газета придерживалась крайне левой позиции.
Создав новый стиль во французской журналистике, «Либерасьон» объявила о намерении «дать слово народу» (что фактически значило — леворадикальным журналистам), а по отношению ко власть имущим занимала резко критическую позицию и была склонна высмеивать любого представителя правительства. Проповедуя левые взгляды, она ставила целью обличать крупные корпорации и их владельцев, видных политиков, государственных функционеров и представителей структуры власти. Публиковалось много карикатур и комиксов политического характера, где левая политическая идея была доведена до предельно упрощённой презентации. Становясь «на сторону угнетённых» (то есть апеллируя к традиционному электорату коммунистов: студентам, либеральной интеллигенции и т. п.), «Либерасьон» провоцировала споры на темы, которые волновали современное общество: расизм, проблемы гомосексуалов, угнетение женщин и рабочих. Отказавшись печатать рекламу, газета подчёркивала свою независимость.
В прошлом «левая» газета, «Либерасьон» стала более «буржуазной» ещё в 80-х годах XX века, и в дальнейшем этот сдвиг в сторону респектабельности продолжался. Уже в 80-х газета начинает публиковать рекламу, обзаводится корреспондентами в других странах. С 1996 года, после того, как над группой взял контроль Жером Сейду: появилась иерархия зарплат среди сотрудников. Однако газета сохранила свободный стиль, резкие и эффектные заголовки и внимание к острым общественным проблемам. Подача материалов «Либерасьон» часто весела и иронична, анализ же серьёзных сюжетов относительно профессионален и зиждется на документальной базе, — что поддерживает репутацию газеты. Тем не менее, её тираж постоянно снижается, с рекордных для неё более чем 174 тысяч экземпляров в 2001 году до менее чем 102 тысяч экземпляров в 2013. По утверждению её левых противников, когда треть акций газеты якобы перешли к Эдуару де Ротшильду, она ещё дальше сместилась от своих изначальных позиций. И действительно, она призывала голосовать на референдуме за проект Евроконституции, в известном противоречии с её былыми анархо-коммунистическими идеалами.

## Формат
«Либерасьон» выходит на 36 страницах (приблизительно), а её формат ещё меньше, чем у Le Monde. Заголовок газеты — чёрно-белые буквы на фоне красного ромба. В отличие от Le Figaro и от Le Monde, она, как правило, печатает мало текста на первой полосе, которая на три четверти занята большой цветной фотографией, слева от которой — фотографии поменьше с цветными заголовками разных шрифтов.
Первые страницы посвящены событиям, произошедшим недавно (рубрика События), далее идёт рубрика Новейших открытий, потом — международные новости, затем политика, общество, экономика, массмедиа, спорт, культура, метеопрогноз, телегид. Страницы газеты усеяны фотографиями и юмористическими рисунками с целью заинтересовать человека с улицы и молодёжь, которые для краткости называют газету «Либэ» («Libé»).

## Тираж
| Год   | 2000    | 2001    | 2002    | 2003    | 2004    | 2006    | 2008    | 2010    | 2013    |
| ----- | ------- | ------- | ------- | ------- | ------- | ------- | ------- | ------- | ------- |
| Тираж | 169 011 | 174 310 | 164 286 | 158 115 | 146 109 | 133 270 | 123 317 | 113 108 | 101 616 |

## «Либерасьон» сегодня
В настоящее время «Либерасьон» переживает не лучшие времена. В 2006 году Серж Жюли, один из основателей газеты, ушёл в отставку из-за разногласий с Эдуаром Ротшильдом (основным акционером компании, контролирующим 38,8 % акций) и ухудшающегося финансового положения издательства (к апрелю 2006 г. убытки газеты составили 950 тысяч евро).
В 2007 году бывшие журналисты «Либерасьон» создали веб-сайт Rue 89 (в своё время[когда?] «Либерасьон» стала первой французской ежедневной газетой, которая обзавелась веб-сайтом).

## Известные авторы
- Анна Дюфурмантелль